# Schweinebrücker Fuhrenkämpe
Koordinaten: 53° 23′ 46,8″ N, 7° 53′ 24,3″ O
Der Forst Schweinebrücker Fuhrenkämpe ist ein Waldgebiet in der Gemeinde Zetel im Landkreis Friesland in Niedersachsen.

## Lage
Der Forst liegt im Westen der Gemeinde Zetel zwischen den Orten Neuenburg und Friedeburg. Durch das Waldgebiet führt die Bundesstraße 437.

## Namensherkunft
Der Name Schweinebrücker Fuhrenkämpe leitet sich von der nahegelegenen Ortschaft Schweinebrück ab. Der Name Fuhrenkämpe bedeutet Föhrenkämpe und bezeichnet eine Ansammlung Kiefern.

## Infrastruktur
Im Waldgebiet liegt das Munitionsdepot Zetel der Bundeswehr. Die Einrichtung ist mit rund 140 Mitarbeitern einer der größten Arbeitgeber in der Region. Das Depotgelände umfasst rund 180 Hektar und hat eine Außenlänge von rund 5,5 Kilometer.
Im äußersten Westen des Waldgebiets befindet sich das Schulland- und Freizeitheim Voslapp. Das Gebäude wurde 1930 für die Auszubildenden der Wilhelmshavener Reichsmarinewerft gebaut und 1953 zum Schullandheim umgewidmet. Das Schullandheim bekam seinen Namen Voslapp nach der Wilhelmshavener Volksschule Voslapp im Ortsteil Voslapp, von der das Schullandheim ursprünglich verwaltet wurde. Die Einrichtung bietet zwei Klassen gleichzeitig Platz und verfügt über ein Gelände von 1,7 Hektar Größe mit altem Baumbestand und einem Zeltplatz.